# Colette Magny
Pour les personnes ayant le même patronyme, voir Magny.
Colette Magny, née le 31 octobre 1926 dans le 4e arrondissement de Paris et morte le 12 juin 1997 à Villefranche-de-Rouergue (Aveyron), est une chanteuse et auteure-compositrice-interprète libertaire française.

## Biographie
Elle est la fille de Georges Magny, chef de service de maison d'alimentation, et de Fernande Collas, qui devient comédienne après son veuvage à plus de cinquante ans en travaillant sous le nom de Ferna Claude dans la compagnie de Sacha Pitoëff, puis chez Roger Planchon à Villeurbanne à partir de 1959. 
Colette Marie Armande Eugénie Magny naît en 1926 dans le 4e arrondissement de Paris. Sa vie artistique commence tardivement. Alors secrétaire dactylo bilingue pour l’OCDE, elle a 36 ans lorsqu’elle démissionne et commence à chanter professionnellement,. Elle publie son premier album studio à l'âge de 38 ans.
Par son allure, son style, ses textes rebelles et ses engagements, Colette Magny est un personnage singulier de la chanson contemporaine,. Souvent délaissée par les médias, elle trouve la notoriété, dans les années 1960, grâce à un passage dans Le Petit Conservatoire de Mireille, avec un répertoire beaucoup inspiré par le blues et le jazz, et surtout grâce à sa chanson à succès Melocoton (1963),,.
La guerre d'Algérie est l'évènement déclencheur de sa prise de conscience politique. Appuyant sa voix grave sur des textes engagés d'écrivains (Louis Aragon, Amiri Baraka, Lewis Carroll, Victor Hugo, António Jacinto, Max Jacob, Antonio Machado, Pablo Neruda, Rainer Maria Rilke, Arthur Rimbaud) ou de politiques (Che Guevara, José Martí, Agostinho Neto), elle s'est aussi préoccupée des problèmes de ce monde : albums Vietnam 67 et Mai 68,  témoignages d'une même période contestataire ; Répression, en 1972, dont plusieurs titres portent la parole de l'Amérique noire, Kevork, en 1991, où elle dénonce les injustices, les inhumanités et le péril écologique,.
Sur le plan musical, si elle puise ses influences dans la culture noire américaine, des standards du blues jusqu’au jazz expérimental, elle explore également dès ses débuts l’univers des musiques contemporaines. De nombreux musiciens accompagnent son parcours discographique et scénique, parmi lesquels : Georges Arvanitas, Pierre Michelot, Christian Garros, Michel Gaudry, Mickey Baker,, Claude Barthélémy, Maurice Vander, Patrice Caratini, Henri Texier, Barre Phillips, Dominique Mahut, Stéphane Belmondo, Anne-Marie-Fijal, Beb Guérin,, Michel Precastelli, François Tusques, André Almuró, Louis Sclavis et le Workshop de Lyon.
Elle vit ses dernières années à Verfeil-sur-Seye (Tarn-et-Garonne) et y fonde l'association culturelle Act'2, dont le festival Des Croches et la Lune a fêté ses 20 ans en 2007. Elle est inhumée au cimetière de Selgues dans la même ville.

## Hommages

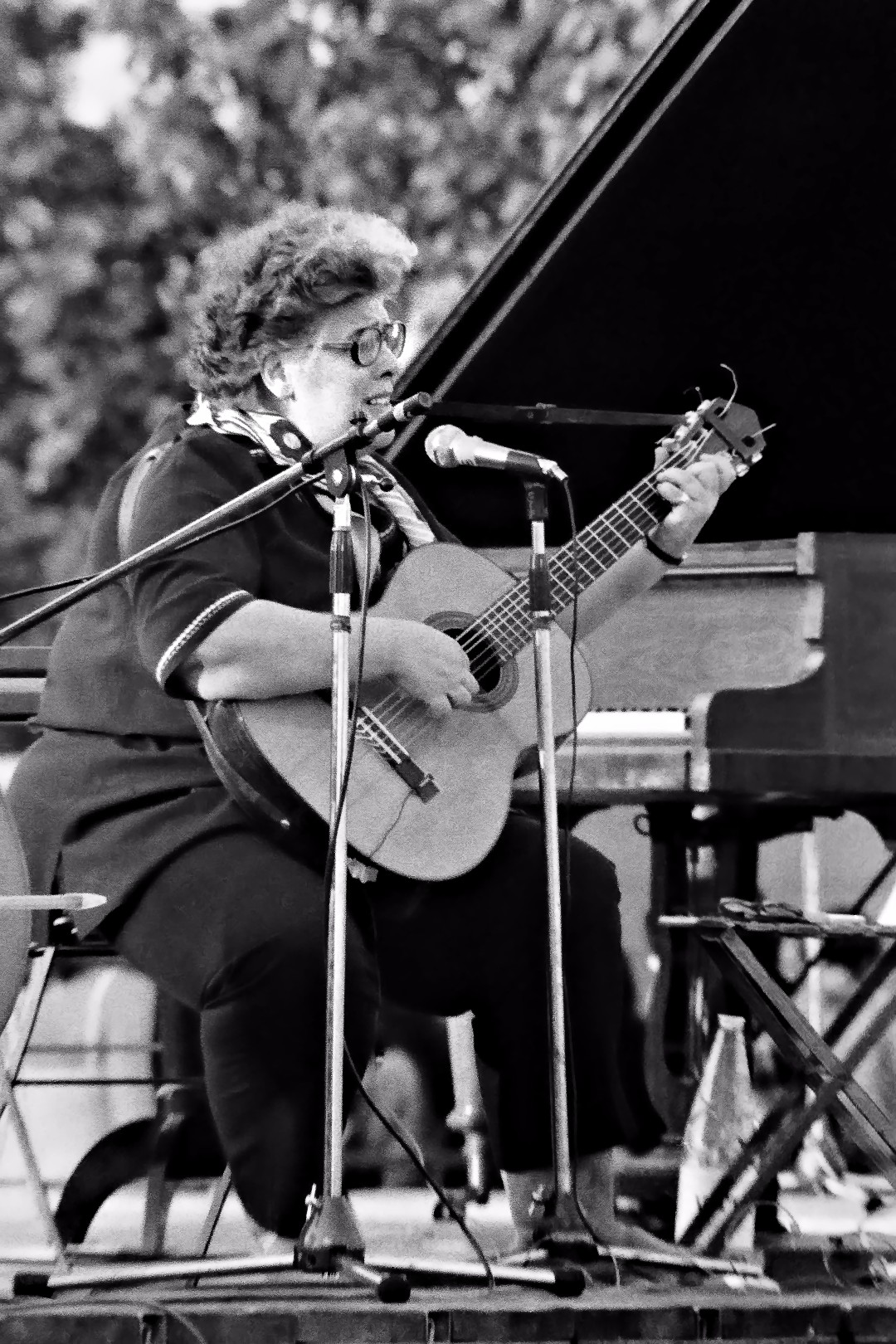
Colette Magny, fête du Parti socialiste unifié, La Courneuve, 1975.

Son nom a été donné à plusieurs lieux :
- Une salle de concert dans le 1er arrondissement de Lyon
- Un établissement scolaire spécialisé à Lys-lez-Lannoy
- Une rue de Nantes dans le quartier Dervallières - Zola
- Une rue de Brest dans le quartier Marréguès
- Une rue et une école primaire du 19e arrondissement de Paris, la rue commençant au no 3 ter rue de Cambrai et finissant au no 88 rue Curial, l'école se situant dans cette même rue.
- Une salle de classe de l’École nationale de musique (ENM) de Villeurbanne
- Une salle de travail artistique et associatif à Muneville-sur-Mer dans la Manche.

Le rappeur Orelsan a samplé la chanson J'ai suivi beaucoup de chemins pour son titre Mes grands-parents sur la réédition Épilogue de l'album La fête est finie sortie en 2018.
Plusieurs de ses chansons font l’objet de reprises, en disque ou en concert :
Melocotón par Allain Leprest, Catherine Ribeiro, Axelle Red, Laura Cahen, Hervé Vilard et Sage comme des sauvages,, 
Les Tuileries par Yves Montand, Serge Kerval, Jehan, Camélia Jordana et Bertrand Belin,,
Rock me more and more, par Chloé Lacan, ...
Les chanteuses Lila Tamazit, Faïza Kaddour et Tatiana Chambert consacrent, chacune, un spectacle entier à l'œuvre et au parcours de Colette Magny,,.
Depuis les années 1990, le cinéaste marseillais Pierre Prouveze organise différentes rencontres autour de Colette Magny et réalise en 2019 un documentaire intitulé Camarade Curé/Ez Ez dut Nahi, sur les pas de Colette Magny au Pays Basque.
En 2017, pour commémorer les 20 ans de la disparition de l'artiste, l'association En garde! Records crée plusieurs événements en France et en Suisse, notamment l'exposition Colette Magnyfique et la réédition de la biographie de Sylvie Vadureau Colette Magny : citoyenne Blues. L’ouvrage est augmenté de photographies inédites et préfacé par le rappeur Rocé,,,.
En 2022, la commune de Verfeil-sur-Seye (Tarn-et-Garonne) accueille et co-organise un hommage d'une journée autour de l’œuvre et de l'héritage de Colette Magny.

## Collaborations et participations
- 1958 : Des classiques du Jazz, avec Gilles Thibaut (morceaux Black and Blue , de Fats Waller, et Mack the Knife, de Kurt Weill)
- 1975 : Chili, un peuple crève, avec Maxime Le Forestier et Mara Jerez (Le Chant du Monde)
- 1976 : Visage-Village, avec Lino Léonardi et le Dharma Quintet (Le Chant du Monde)
- 1977 : Chant pour les enfants du Chili, avec la chanson L’écolier soldat au profit du Secours populaire français[38]
- 1979 : Colette Magny, je veux chanter, avec les enfants de l'Institut médico-pédagogique de Fontenoy-le-Château (Le Chant du Monde)
- 1983 : Cahier d'une tortue, avec Sylvie Dubal (Le Chant du Monde)
- 1987 : Tous des Johnny ! , de Liselotte Hamm et Jean-Marie Hummel
- 1990 : Berceuses du monde entier (Le Chant du Monde)
- 1991 : Urgent Meeting d'Un drame musical instantané (GRRR)
- 1993 : Marazul de Michel Precastelli

## Filmographie
- 1964 : Le Temps d'une nuit, de Francis Bouchet
- 1969 : Rhodia 4x8, du Groupe Medvedkine

### Radio
- « Colette Magny, colère géante (1926-1997) » sur France Culture

### Vidéographie
- Biographie vidéo de Colette Magny